# Eremogone saxatilis
Eremogone saxatilis là loài thực vật có hoa thuộc họ Cẩm chướng. Loài này được Carl Linnaeus mô tả khoa học đầu tiên năm 1753 dưới danh pháp Arenaria saxatilis. Năm 1973 Sergei Sergeevich Ikonnikov chuyển nó sang chi Eremogone và coi nó là loài điển hình của chi này.

## Phân bố
Loài bản địa Nga, Kazakhstan.